# Davíð Kristján Ólafsson
Davíð Kristján Ólafsson (15 de mayo de 1995) es un futbolista islandés que juega en la demarcación de centrocampista para el KS Cracovia de la Ekstraklasa.

## Selección nacional
Después de jugar en la selección de fútbol sub-19 de Islandia y en la sub-21, finalmente hizo su debut con la selección absoluta el 15 de enero de 2019 en un encuentro amistoso contra Estonia que finalizó con un resultado de empate a cero.

## Clubes
| Club                         | País     | Año       | Partidos | Goles |
| ---------------------------- | -------- | --------- | -------- | ----- |
| Augnablik Kópavogur (cedido) | Islandia | 2013      | 6        | 4     |
| Breiðablik UBK               | Islandia | 2013-2019 | 99       | 5     |
| Aalesunds FK                 | Noruega  | 2019-2021 | 75       | 3     |
| Kalmar FF                    | Suecia   | 2022-2024 | 71       | 2     |
| KS Cracovia                  | Polonia  | 2024-     | 43       | 5     |